# 北京號帆船
北京号（德語：Peking）是一艘鋼殼四桅駁船，由德國F·莱茨公司生产。它往返于欧洲和智利之间，是合恩角附近硝酸鹽貿易和小麥貿易中使用的最後一代載貨鐵殼帆船之一，现展出于德国汉堡的博物馆。